# Hoa

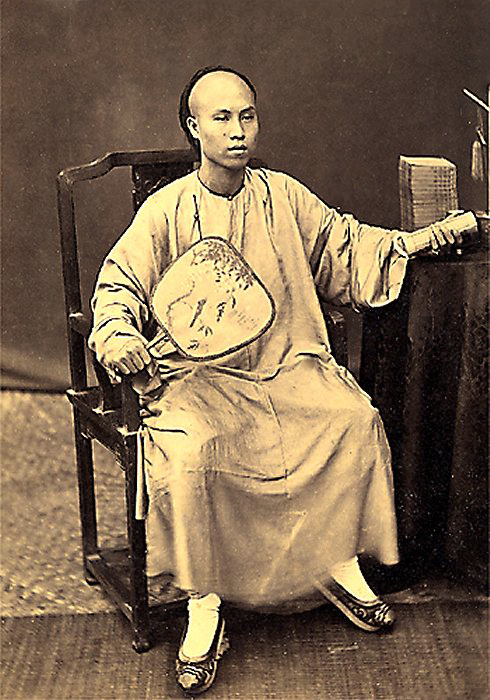
Kupiec chiński z Hanoi (1885)

Hoa – mniejszość etniczna w Wietnamie pochodzenia chińskiego (Chińczycy Han). Mieszkają głównie w miastach na południu Wietnamu, stąd bywają określani jako miejscy Chińczycy. Ich przodkami byli uchodźcy przybywający do Indochin za czasów panowania dynastii Qing, począwszy od drugiej połowy XVII w. W czasach kolonialnych skupiali w swoich rękach większość handlu, transportu i przedsiębiorstw. Według spisu z 1999 roku liczba ludności Hoa wynosi w Wietnamie 862 371 osób. Ta liczba systematycznie się zmniejsza wskutek emigracji oraz polityki asymilacyjnej, będącej wynikiem podpisanej w 1955 r. umowy między Chinami i Wietnamem.